# Black Earth (Arch Enemy)
Black Earth è il primo album in studio del gruppo musicale svedese Arch Enemy, pubblicato nel 1996 dalla Wrong Again Records.

## Descrizione
Il disco si compone di nove brani, in gran parte scritti e composti dal chitarrista Michael Amott. Ulteriori contributi provengono dal fratello Christopher e dal cantante Johan Liiva. All'interno del libretto dell'edizione originaria le parti di basso vengono accreditate a Liiva, sebbene siano state curate da Michael Amott (tale errore è stato corretto nella riedizione nel 2013).
Nello stesso anno di pubblicazione del disco è stata commercializzata anche un'edizione giapponese contenente due bonus track; una successiva riedizione, distribuita nel 2002 dalla Regain Records su CD e LP, figura come terza bonus track una reinterpretazione di Aces High degli Iron Maiden. Nel 2013 Black Earth è stato ristampato dalla Century Media Records in edizione rimasterizzata e con l'aggiunta di un secondo CD contenente l'audio di un concerto tenuto in Giappone nel 1997.

## Tracce
Testi e musiche degli Arch Enemy.
1. Bury Me an Angel – 3:40
2. Dark Insanity – 3:16
3. Eureka – 4:43
4. Idolatress – 4:55
5. Cosmic Retribution – 3:59
6. Demoniality – 1:20
7. Transmigration Macabre – 4:09
8. Time Capsule – 1:09
9. Fields of Desolation – 5:31

Tracce bonus nell'edizione giapponese
1. Losing Faith – 3:04
2. The Ides of March – 1:47

Traccia bonus nella riedizione del 2002
1. Aces High – 4:24

Live in Japan 1997 – CD bonus nella riedizione del 2013
1. Dark Insanity – 3:57
2. Transmigration Macabre – 4:15
3. Idolatress – 5:14
4. Cosmic Retribution – 4:12
5. Eureka – 4:41
6. Drum Solo/Losing Faith – 3:52
7. Fields of Desolation – 6:20
8. Bury Me an Angel – 3:54
9. Aces High – 4:40

## Formazione
Gruppo
- Michael Amott – chitarra, basso
- Johan Liiva – voce
- Christopher Amott – chitarra
- Daniel Erlandsson – batteria

Altri musicisti
- Fredrik Nordström – tastiera

Produzione
- Fredrik Nordström – produzione, ingegneria del suono, missaggio
- Michael Amott – produzione, missaggio
- Baskim Zuta – assistenza tecnica
- Wez Wenedikter – produzione esecutiva